# Rat Age (Sworn Kinds Final Verses)
Rat Age (Sworn Kinds Final Verses) – czwarty album studyjny polskiej grupy metalowej Thy Disease. Wydawnictwo ukazało się 25 lutego 2006 nakładem wytwórni muzycznej Empire Records. Nagrania zostały zarejestrowane w olkuskim Zed Studio w listopadzie 2005 roku oraz w krakowskim Long Records Studio również w listopadzie tego samego roku. Miksowanie i mastering, pomiędzy grudniem 2005 a styczniem 2006 roku w Zed Studio wykonał Tomasz Zalewski.

## Lista utworów
Opracowano na podstawie materiału źródłowego.
1. "Intro" (sł. Psycho, muz. Yanuary, Cube) - 01:21
2. "Prophecy" (sł. Psycho, muz. Yanuary, Cube) - 04:06
3. "Earth Will Shake..." (sł. Psycho, muz. Yanuary, Cube) - 04:21
4. "Enemies" (sł. Psycho, muz. Yanuary, Cube) - 03:48
5. "Antidote" (sł. Psycho, muz. Yanuary, Cube) - 03:20
6. "Life Form" (sł. Psycho, muz. Yanuary, Cube) - 03:43
7. "Syndicate" (sł. Psycho, muz. Yanuary, Cube) - 04:10
8. "Instrumental" (sł. Psycho, muz. Yanuary, Cube) - 01:17
9. "Fire Storm" (sł. Psycho, muz. Yanuary, Cube) - 04:02
10. "Rat Age" (sł. Psycho, muz. Yanuary, Cube) - 04:27
11. "Instrumental" (sł. Psycho, muz. Yanuary, Cube) - 01:09
12. "Unity" (sł. Psycho, muz. Yanuary, Cube) - 03:10 (utwór dodatkowy)

## Twórcy
Opracowano na podstawie materiału źródłowego.

- Michał "Psycho" Senajko – śpiew
- Dariusz "Yanuary" Styczeń – gitara, gitara basowa
- Jakub "Cube" Kubica – syntezatory, loopy, sample
- Jakub "Cloud" Chmura – perkusja
- Tomasz Zalewski – miksowanie, mastering
- Jacek Wiśniewski – okładka, oprawa graficzna